# Daniela Mercury

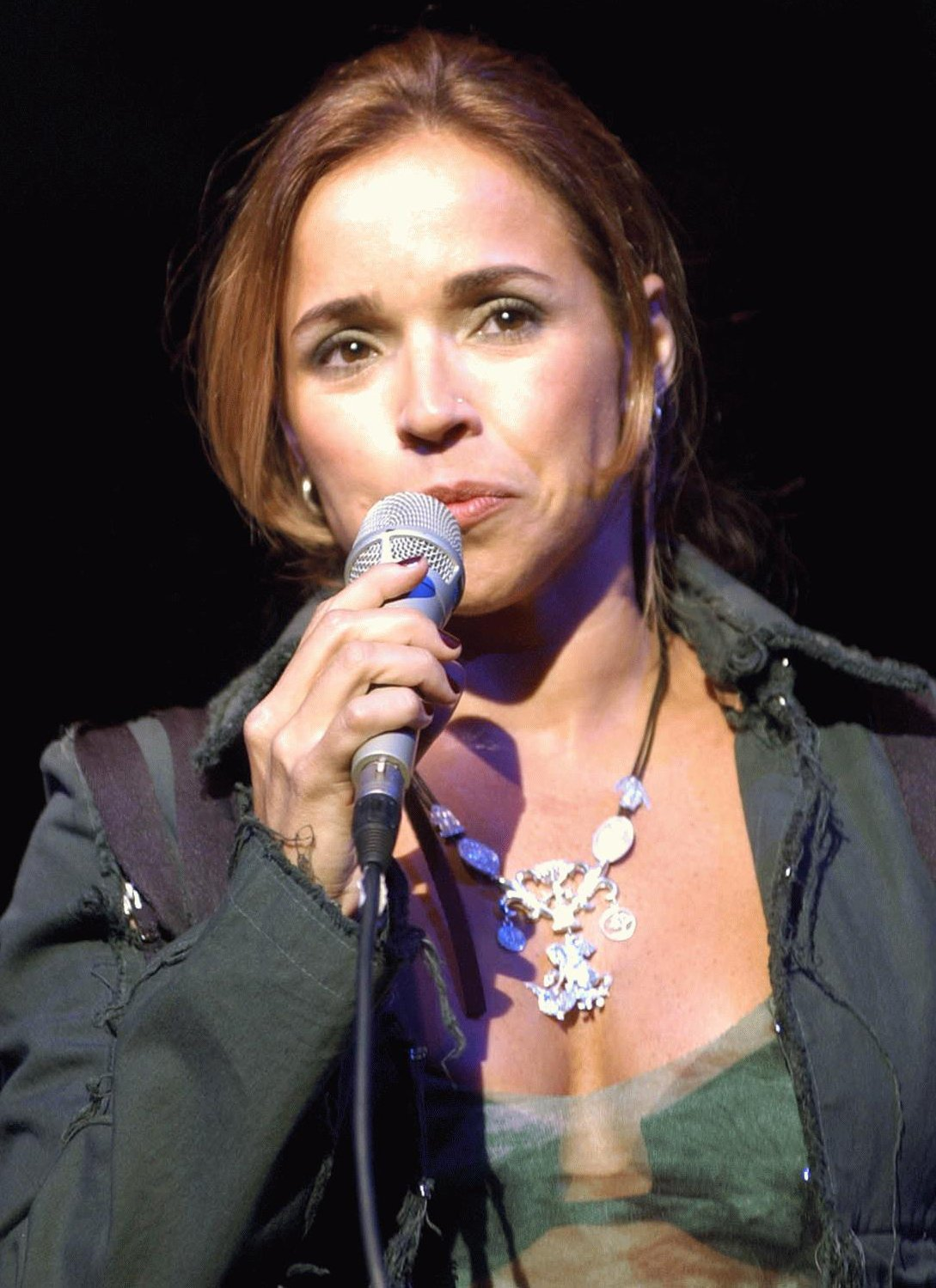
Daniela Mercury 2003

Daniela Mercury (* 28. Juli 1965 in Salvador da Bahía; eigentlich Daniela Mercuri de Almeida Póvoas) ist eine brasilianische Sängerin. Vom Stil her wird sie zur Música Popular Brasileira und Axé-Musik gezählt.

## Leben
Daniela Mercury wurde als Tochter von Liliana Mercuri de Almeida und Antônio Fernando Abreu Ferreira de Almeida geboren. Sie wuchs mit ihren vier Geschwistern in Salvador da Bahía auf. Seit ihrem achten Lebensjahr bekam sie Tanzunterricht. Als junge Frau begannen sie und ihre Schwester Vânia in Salvador als Sängerinnen aufzutreten. Zu ihrem Repertoire gehören seitdem Songs von Chico Buarque und Elis Regina.
1984 heiratete sie mit 19 Jahren den Jugendfreund und Elektronikingenieur Zalther Portela Laborda Póvoas. 1985 und 1986 gingen aus der Ehe die Kinder Gabriel, heute ein Singer-Songwriter, und Giovanna, heute Tänzerin in Mercurys Ensemble, hervor. 1996 erfolgte die Scheidung. 2013 gab Mercury ihre Beziehung mit der Journalistin Malu Verçosa bekannt. Im Oktober desselben Jahres heirateten beide in einer bürgerlichen Zeremonie in Salvador da Bahia. Beide Bräute traten ganz in weiß auf. Auch Daniela Mercurys der Verbindung ursprünglich kritisch gegenüberstehende Vater nahm an der Hochzeit teil. Bereits im April des Jahres sprach Daniela Mercury über Malu Verçosa als „meine Frau, meine Familie, meine Inspiration zu singen.“
Sie wurde Leadsängerin der Band Companhia Clic, mit der sie zwei Alben veröffentlichte. Danach startete Daniela Mercury ihre Solokarriere, die ihr schließlich internationale Bekanntheit einbrachte. Nach der Veröffentlichung ihres ersten Albums Daniela Mercury trat sie einige Zeit mit verschiedenen Musikern auf. 1989 wurde sie Backgroundsängerin in der Band von Gilberto Gil. 1991 erschien ihr Album O Canto da Cidade, welches sich in Brasilien mehr als 2 Millionen Mal verkaufte. Nach Auftritten auf mehreren großen Live-Konzerten in Brasilien wurde Daniela Mercury auch außerhalb Brasiliens, vor allem in den USA und in Japan, bekannt. Insgesamt verkaufte Daniela Mercury ca. 11 Millionen Alben in der ganzen Welt und gilt somit als die Sängerin Nummer 1 in Brasilien. 
Sie ist Botschafterin des Anti-Aids-Programms der Vereinten Nationen und der UNICEF. Aufgrund einer Werbung für den Gebrauch von Kondomen im Rahmen ihres Engagements strich sie der Vatikan von der Liste der Künstler, die Anfang Dezember 2005 im Beisein von Papst Benedikt XVI. ein Weihnachtskonzert in Rom geben sollen.
Für den deutschen Markt nahm sie anlässlich der Olympischen Sommerspiele 2016 den offiziellen ARD-Olympiasong Games of Passion auf. Das Lied entstand in Zusammenarbeit mit dem deutschen Komponisten Wolf Kerschek und der NDR Bigband.

## Diskografie

### Alben
- 1989: Companhia Clic/Vida ligeira (mit Companhia Clic)
- 1990: Companhia Clic/Vou de vez (mit Companhia Clic)
- 1991: Daniela Mercury
- 1992: O canto da cidade (BR: Diamant)
- 1994: Música de rua (BR: ×2Doppelplatin )
- 1996: Feijão com arroz (BR: ×2Doppelplatin , PT: ×6Sechsfachplatin )[6]
- 1998: Elétrica
- 2000: Sol da liberdade (BR: Platin)
- 2001: Sou de qualquer lugar (BR: Gold)
- 2003: Eletrodoméstico - MTV ao vivo
- 2004: Carnaval Eletrônico
- 2005: Balé Mulato (BR: Gold)
- 2005: Clássica
- 2006: Balé Mulato - ao vivo
- 2009: Canibália
- 2011: Canibália: Ritmos do Brasil
- 2013: Daniela Mercury & Cabeça de Nós Todos
- 2015: Vinil Virtual

### Videoalben
- 2003: Eletrodoméstico - MTV ao vivo (BR: Gold)
- 2005: Clássica
- 2006: Baile Barroco
- 2006: Balé Mulato - ao vivo
- 2008: O canto da cidade - 15 anos